# 아버지를 찾아서 (2018년 영화)
"아버지를 찾아서"는 한국에서 제작된 김무은 감독의 2018년 다큐멘터리 영화이다.

## 기타
- 제작실장: 문정민